# NGC 3938
NGC 3938 (другие обозначения — UGC 6856, MCG 7-25-1, ZWG 214.34, ZWG 215.2, IRAS11502+4423, PGC 37229) — спиральная галактика в созвездии Большая Медведица.
Этот объект входит в число перечисленных в оригинальной редакции «Нового общего каталога».
Галактика NGC 3938 входит в состав группы галактик NGC 4051. Помимо NGC 3938 в группу также входят ещё 19 галактик.

## Характеристики
NGC 3938 представляет собой фронтально повёрнутую к земному наблюдателю спиральную галактику типа Sc. Она принадлежит группе Большой Медведицы, состоящей, в основном, из спиральных галактик.
В галактике были зарегистрирована вспышки четырёх сверхновых: SN 1961U, SN 1964L, SN 2005ay и SN 2017ein. Количество объектов, зарегистрированных в NGC 3938, составляет 164 объекта.
NGC 3938 относится к так называемым «галактикам с вереницами» (длинными прямыми изолированными отрезками спиральных рукавов), которые выделил Б. А. Воронцов-Вельяминов. «Вереницы» в этой галактике состоят из индивидуальных ярких областей H II с относительно слабым фоном между ними. 

## Галерея

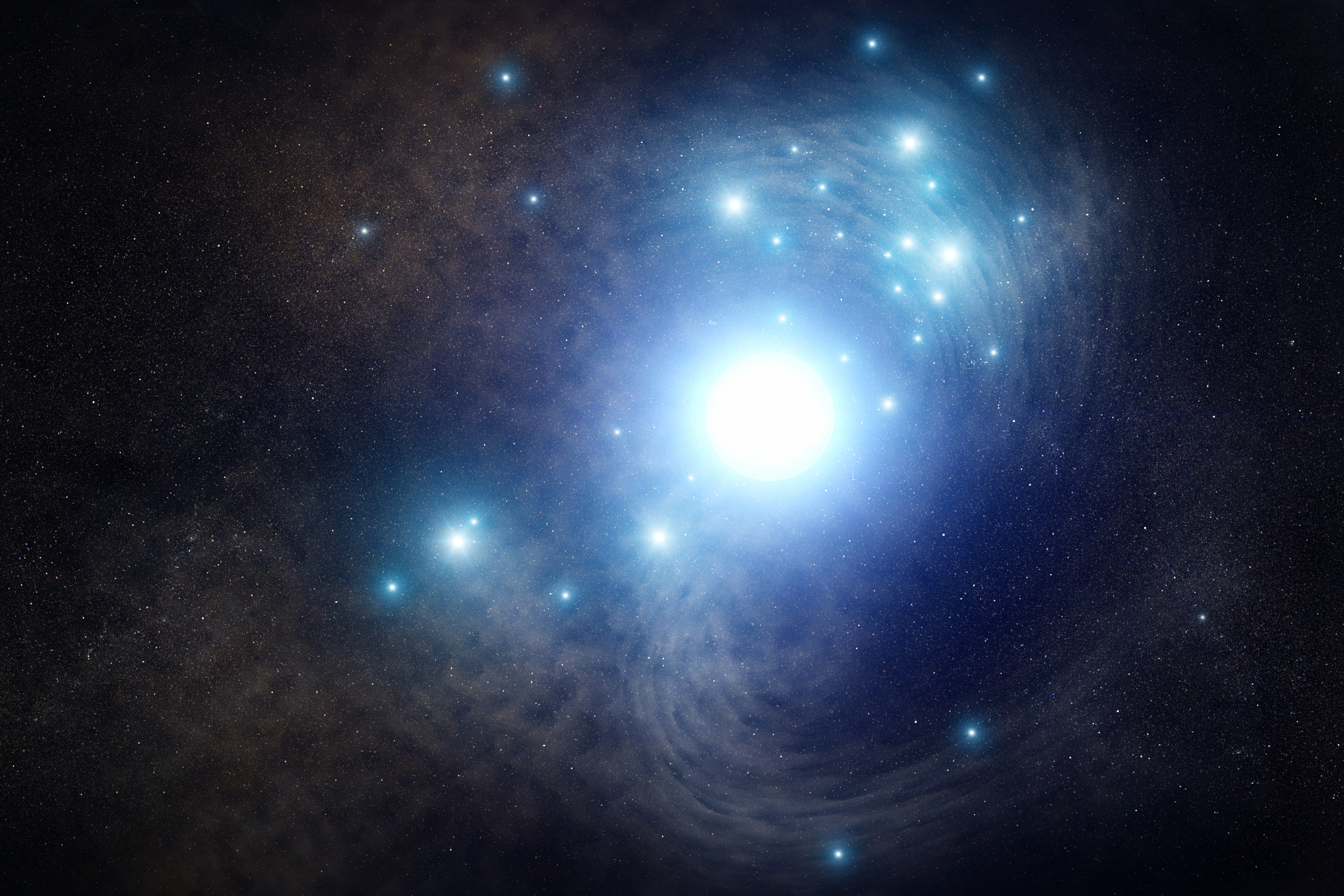
Звезда-прародитель сверхновой типа Ic в галактике NGC 3938 в представлении художника[12].
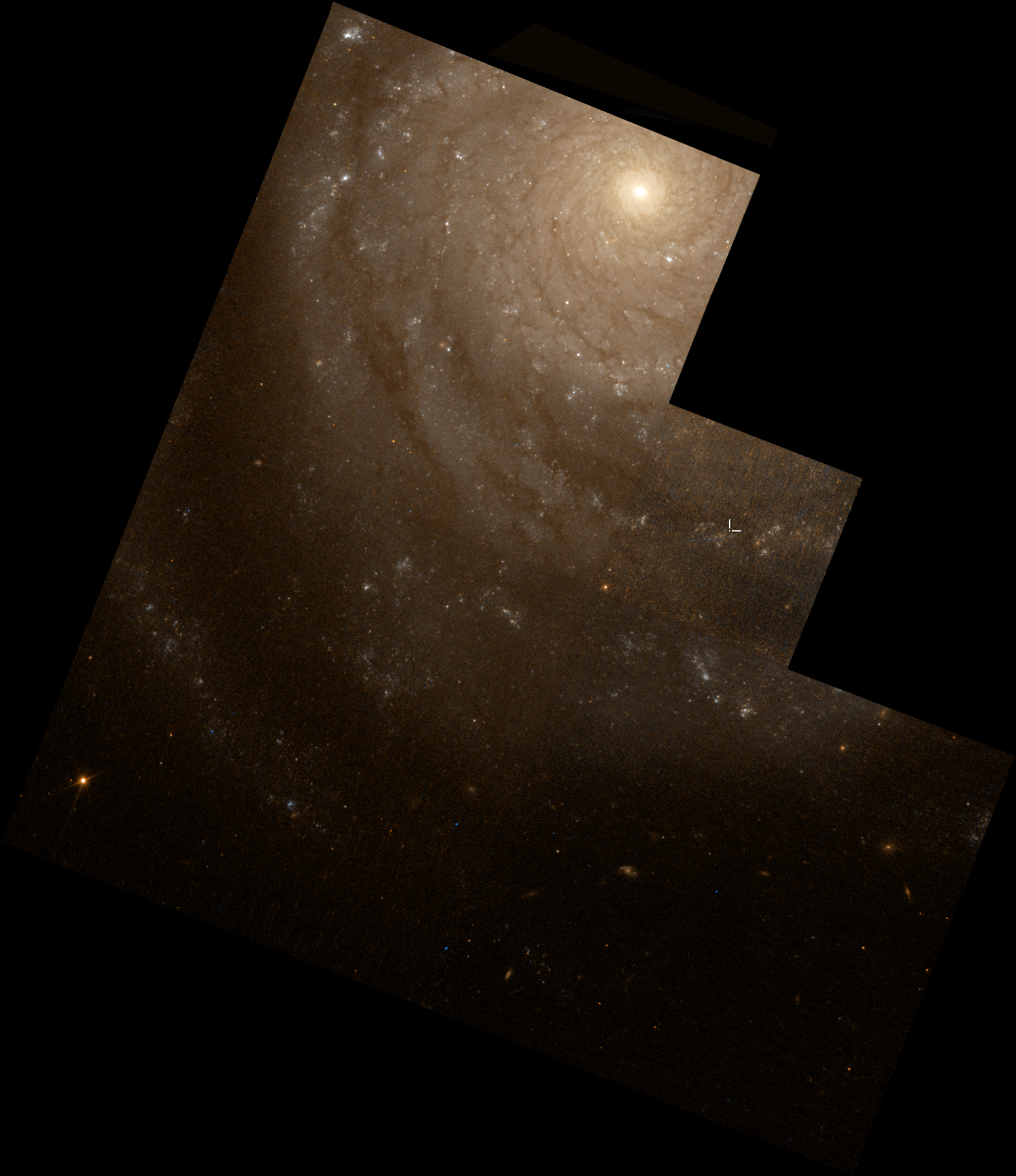
Галактика NGC 3938, фото HST.
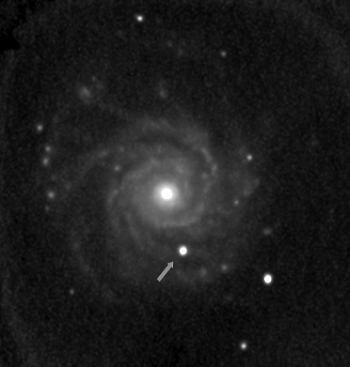
Сверхновая SN 2005ay в галактике NGC 3938.
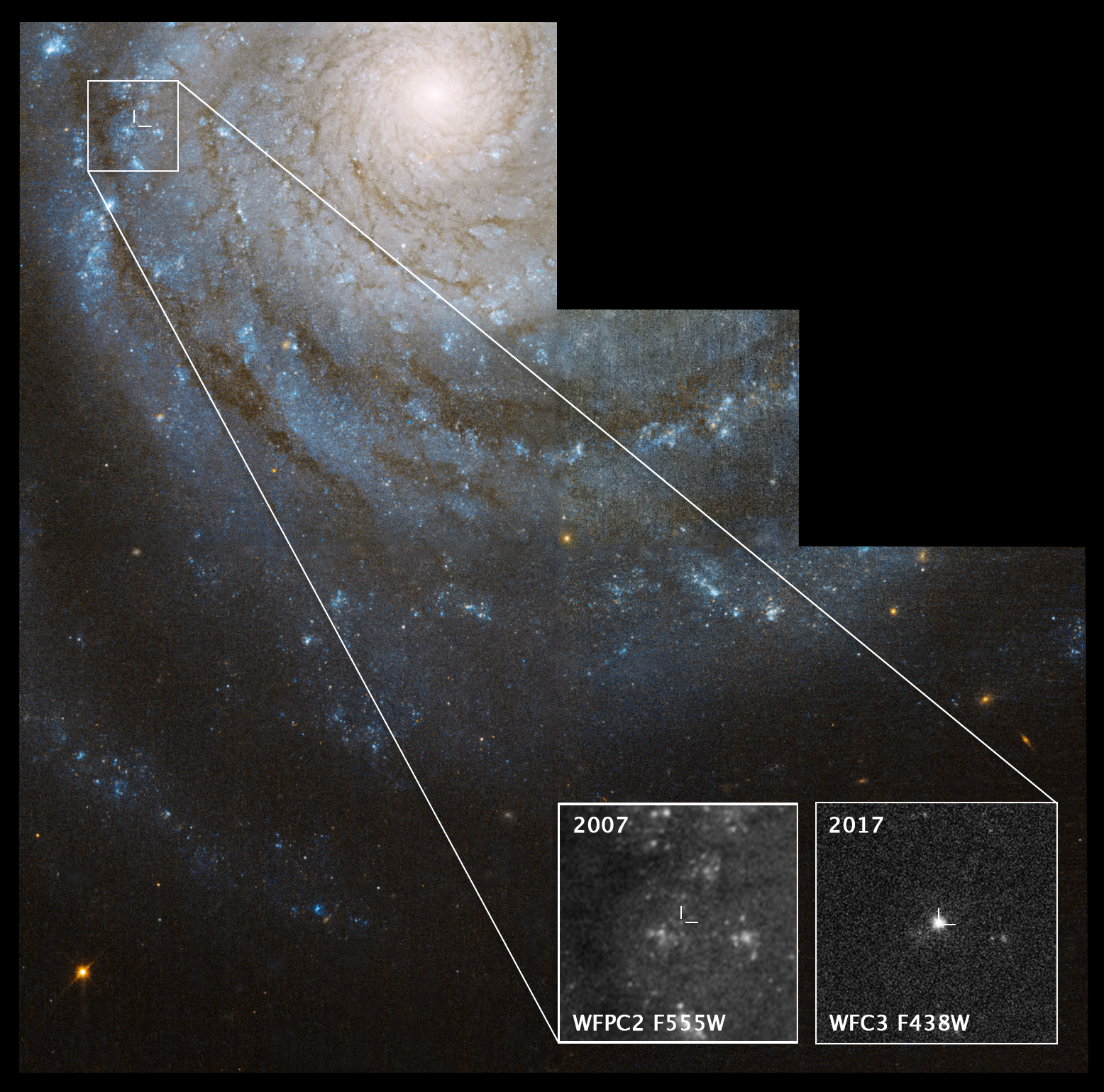
Местоположение сверхновой SN 2017ein, фото телескопа «Хаббл».